# Clermont (Thimister-Clermont)
Clermont, Clermont-sur-Berwinne (nld. Klaerment, wa. Clairmont-so-Berwinne, lim. Klaerment op Berwien) – dzielnica (section) gminy Thimister-Clermont w Belgii, w Regionie Walońskim, w prowincji Liège, w okręgu Verviers. 1 stycznia 2020 roku liczyła 2449 mieszkańców. Do 31 grudnia 1976 r. samodzielna gmina.

## Demografia
Liczba mieszkańców, stan na 1 stycznia:
| Rok                | 1930 | 1947 | 1961 | 2020 |
| ------------------ | ---- | ---- | ---- | ---- |
| Liczba mieszkańców | 1679 | 1619 | 1482 | 2449 |